# 厄立特里亚纳克法
纳克法（nakfa）是厄立特里亚的货币，ISO 4217代码是“ERN”。纳克法在1997年开始发行，以取代埃塞俄比亚比尔，1纳克法分为100分。

## 流通中的貨幣

### 硬币
厄立特里亚纳克法的硬币全以不锈钢制成，硬币面额有：
- 1 分
- 5 分
- 10 分
- 25 分
- 50 分
- 100 分

### 纸币
- 1 纳克法
  - 正面：三個女人
  - 背面：一班學生在上課
- 5 纳克法
  - 正面：三個男人
  - 背面：一棵大樹
- 10 纳克法（兩個版本）
  - 正面：三個女人
  - 背面：一輛火車在大橋上行駛
- 20 纳克法（兩個版本）
  - 正面：三個女人
  - 背面：農業活動
- 50 纳克法（三個版本）
  - 正面：三個男人
  - 背面：港口
- 100 纳克法（三個版本）
  - 正面：三個女人
  - 背面：農業活動

厄立特里亞現在流通的紙幣系列。

厄立特里亚银行曾于1997年及2004年两度印制纸币。.

## 匯率
纳克法与美元有固定汇率，2005年1月1日1美元兑15纳克法。